# Yorgui Loeffler
 (janvier 2012).
Pour les articles homonymes, voir Loeffler.
Yorgui Loeffler est un guitariste de jazz manouche français, né en 1979 à Haguenau (Alsace, France).

## Biographie
Yorgui Loeffler est un cousin éloigné de  Biréli Lagrène et un parent également éloigné de l'accordéoniste Marcel Loeffler. Sous l'influence de son grand frère Gigi Loeffler, il se met à la guitare à l'âge de 14 ans et accompagne ce dernier avant qu'ils n'échangent leurs rôles, Yorgui jouant la partie solo depuis au moins 2003.

### Premier disque
Les débuts de Yorgui Loeffler sur disque se font en 2003 avec l'autoproduction d'un album, For Magnio, enregistré par les frères Loeffler avec leur cousin Gino Roman (ce dernier à la contrebasse) et un pianiste, Vincent Bidal. Yorgui Loeffler se fait alors remarquer par la vélocité de son jeu, et la présence de deux valses sur l'album. Cet album lui vaut un deuxième prix aux Révélations 2003 du festival de Jazz de Juan-les-Pins.

### Les Enfants de Django
En 2005, il est l'invité de Marcel Loeffler, accompagné entre autres de Biréli Lagrène et Marcel Azzola, sur le CD Source manouche. La même année, avec Samson Schmitt et Mike Reinhardt (aucun lien de parenté avec Django Reinhardt), il forme un trio de guitaristes, Les Enfants de Django. Lequel enregistre la même année Live in Paris au Jazz Club Étoile de l'Hôtel Méridien à Paris.

### Latchès
En 2008, il forme un quatuor avec Steeve Laffont et Chris Campion (la contrebasse étant toujours assurée par Gino Roman) simplement baptisé Latchès. Le quatuor est invité à l'émission Le Fou du roi de Stéphane Bern le 8 octobre 2008, et enregistre un disque éponyme[réf. nécessaire] sur le label Universal Jazz. Le groupe assure la première partie de Thomas Dutronc et est également invité à l'émission Sébastien et les gitans de Patrick Sébastien le 20 décembre 2008.
En 2009, Yorgui Loeffler enregistre son deuxième album solo, Bouncin' Around, chez Harmonia Mundi, à nouveau accompagné par le fidèle Gino Roman et son frère Gigi mais également par Billy Weiss à la guitare rythmique et Vincent Bidal au piano. Il faut dire qu'à cette époque, Yorgui revendique Chopin comme principale influence (à part Django Reinhardt). Son quintette est à nouveau invité chez Stéphane Bern. La même année, les frères Loeffler participent à un documentaire sur le jazz français coproduit par Arte : De Harlem à Montmartre . Ils côtoient alors Wynton Marsalis qui joue de la trompette sur les morceaux illustrant le film.

### Nothing but Django
Toujours avec Steeve Lafont et Raphaël Faÿs, Yorgui Loeffler rejoint un trio de guitaristes formé à l'occasion du centenaire de Django Reinhardt (l'année 2010 étant décrétée année Django), qui enregistre toujours chez  Harmonia Mundi l'album Nothing but Django (Django et rien d'autre).
En 2014, une variété de rose est créée et baptisée Django Reinhardt. Yorgui Loeffler en est le parrain.

## Discographie
- 2002: Mare sinte (comédie musicale)
- 2003: For Magnio
- 2004: Andreas Öberg invites (invité)
- 2005: Source manouche (invité)
- 2005: Live in Paris
- 2006: Tchai (invité)
- 2007: Dosta! (l'hymne européen interprété par des gens du voyage, produit par le conseil européen)
- 2009; Bouncin' Around (harmonia mundi)
- 2010: Manouche de Damir  Kukurozovic (invité)
- 2010: Nothing but Django (harmonia mundi)